# Dolichopus vernaae
Dolichopus vernaae är en tvåvingeart som beskrevs av Harmston och Frank Hall Knowlton 1940. Dolichopus vernaae ingår i släktet Dolichopus och familjen styltflugor. Inga underarter finns listade i Catalogue of Life.